# Carnotaurus
Carnotaurus (ve volném překladu „masožravý býk“) byl plazopánvý teropodní dinosaurus z kladu Furileusauria v rámci čeledi Abelisauridae, žijící v období svrchní křídy, přibližně před 72 až 69,9 miliony let. Nad očima měl dva výrůstky, které připomínaly býčí rohy. Z této podobnosti vzniklo také jeho pojmenování. Fosilie tohoto dinosaura byly objeveny v argentinské provincii Chubut. Na základě nálezů úlomků lebek se předpokládá, že mohl být rozšířen téměř po celém superkontinentu Gondwaně.

## Popis
Byl to po dvou chodící masožravec dlouhý přibližně 7 až 9 metrů a vážící přes 1,5 tuny (snad až 2,7 tuny). Podle odborné práce z roku 2021 měřil nejdelší známý a detailněji popsaný exemplář 7,75 metru a zaživa vážil asi 2113 kilogramů.
Zajímavé jsou také jeho přední končetiny, které jsou i přes masivní ramena velmi krátké a nejspíš prakticky nepoužitelné. Vykazují nicméně zvláštní stavbu, typickou pro vývojově odvozené abelisauridy. Nohy byly velmi dlouhé a silné a spolu s dalšími adaptacemi zřejmě umožňovaly rychlý běh. Síla jeho čelistního stisku byla mnohem menší, než například u slavného druhu Tyrannosaurus rex, činila podle odhadů zhruba 3341 newtonů.
Otázkou jeho potravy se zabývají mnozí paleontologové. Problémem totiž je, že ač měl mohutnou lebku se silnými žvýkacími svaly, jeho spodní čelist byla relativně slabá a ani zuby neodpovídají velikosti tohoto teropoda. Patrně lovil mláďata sauropodů, jako byl Chubutisaurus, menší ornitopody nebo se živil také mršinami. Jeho lebka měla unikátní stavbu, odlišnou od stavby lebek jiných skupin teropodů.
Podrobný výzkum lebky karnotaura odhalil množství otvorů v lebečních kostech (včetně obou "rohů") a ukázal na dosud neznámé morfologické podobnosti s lebkami jiných teropodů (i mimo čeleď Abelisauridae).
Formálně byl tento teropodní dinosaurus popsán v roce 1985 argentinským paleontologem José F. Bonapartem.

## Zajímavost
Carnotaurus schopný měnit barvu kůže (literární smyšlenka) se objevuje také v románu Michaela Crichtona Ztracený svět: Jurský park.
Model kostry karnotaura o délce 8 metrů je od prosince roku 2008 možné vidět v Chlupáčově muzeu historie Země v Praze.. Jedná se o vůbec první anatomicky věrnou repliku dinosauří kostry v Česku, umístěnou v trvalé expozici.

### Česká literatura
- SOCHA, Vladimír (2021). Dinosauři – rekordy a zajímavosti. Nakladatelství Kazda, str. 74.